# Crâmpoia
Crâmpoia è un comune della Romania di 3 709 abitanti, ubicato nel distretto di Olt, nella regione storica della Muntenia. 
Il comune è formato dall'unione di 2 villaggi: Buta e Crâmpoia.